# Общественная реакция в России на вторжение России на Украину в 2022 году
По данным государственных и независимых опросов, в марте 2022 года 71 % жителей России поддерживали вторжение российских войск в Украину. Деятельность начавшего вторжение Владимира Путина одобряли 83 %. 18 марта 2022 года в Москве прошёл концерт в поддержку аннексии Крыма и войны с Украиной «Za мир без нацизма!» с участием Владимира Путина, на который прибыло более 200 тысяч человек. После начала войны участились случаи доносов, и это поощрялось властями.
Между тем были и те, кто критиковал нападение на Украину — несколько депутатов Государственной думы, более 100 муниципальных депутатов, пара журналистов, учёных, священнослужителей, артистов и деятелей культуры. Против антивоенных диссидентов было открыто 892 уголовных дела, задержано на акциях протеста почти 20 тысяч человек. Группа российских политиков и общественных деятелей создала Антивоенный комитет России, были случаи отказов от участия в боевых действиях со стороны военнослужащих РФ. Из России выехало значительное количество граждан. Были сделаны десятки атак на военкоматы.

## Социологические опросы
Опросы государственного ВЦИОМа от 5 марта 2022 года оценивали поддержку вторжения в 71 % респондентов, опросы независимых социологов, проведённые с конца февраля до середины марта 2022 года, — в те же 71 %. При этом опросы ВЦИОМа показывают явное различие в ответах по возрасту: 90 % респондентов старше 70 лет высказывают поддержку вторжения, в то время как среди россиян младше 30 лет поддержка составляет около 50 %.
По данным «Левада-Центра» от 24—30 марта, деятельность Путина на посту президента одобряют 83 % респондентов.
В конце июня ВЦИОМ провёл закрытый опрос, в котором респондентам предлагалось ответить на вопрос: «Одни говорят, что боевые действия на Украине нужно остановить как можно скорее. Другие считают, что боевые действия сейчас останавливать не следует. Какая точка зрения вам ближе — первая или вторая?». 30 % респондентов выбрали первый вариант (остановить боевые действия как можно скорее), 13 % затруднились ответить, 57 % выбрали второй вариант. В возрастной группе 18—24 лет за скорейшее прекращение боевых действий высказались 56 % респондентов, за их продолжение — 19 %. В группе 25—34 лет первый вариант поддержали 43 %, второй — 41 %. В целом, чем старше респонденты, тем больше они поддерживают военные действия.
Некоторые эксперты по социологии и журналисты высказали мнение, что введённая уголовная ответственность за выражение своей позиции по вторжению на Украину вызывает страх и нежелание респондентов давать искренние ответы и что это может искажать результаты опросов, а также, что введённая цензура влияет на то, какие вопросы социологи могут задавать (например, события на Украине называют «специальной военной операцией», а не войной), что также может вести к искажению результатов. Один из опросов, построенных так, чтобы снизить подобные искажения общественного мнения, оценил уровень поддержки военных действий в 53 % (против 68 % при ответе на прямой вопрос).
В конце сентября 2023 года глава ВЦИОМа Валерий Фёдоров оценил долю убеждённых сторонников военных действий против Украины (так называемая «партия войны») приблизительно в 10—15 % населения России, а убеждённых противников войны, открыто высказывающих социологам свою позицию, в 16 — 18 %.

## Демонстрация поддержки
18 марта 2022 года в Москве состоялся концерт в поддержку Крыма и войны с Украиной «Za мир без нацизма!» с участием Владимира Путина. В мероприятии приняло участие более 200 тысяч человек, при этом часть из них пришла, по оценке репортёра Meduza, по требованию работодателя или руководителя учебного заведения.
После начала войны участились случаи доносительства, в том числе и поощряемого местными властями. Так, жители Калининграда получили через рассылку МЧС СМС с призывом доносить на тех, кто распространяет «фейки» о военных действиях России на Украине, для приёма доносов использовался бот в Telegram. Ещё один схожий бот был создан жителями Адыгеи. Жертвами доносов стали активисты, люди, вывешивающие гирлянды и веточки с цветами украинского флага, педагоги, выступающие против войны, и другие граждане.

## Антивоенные протесты

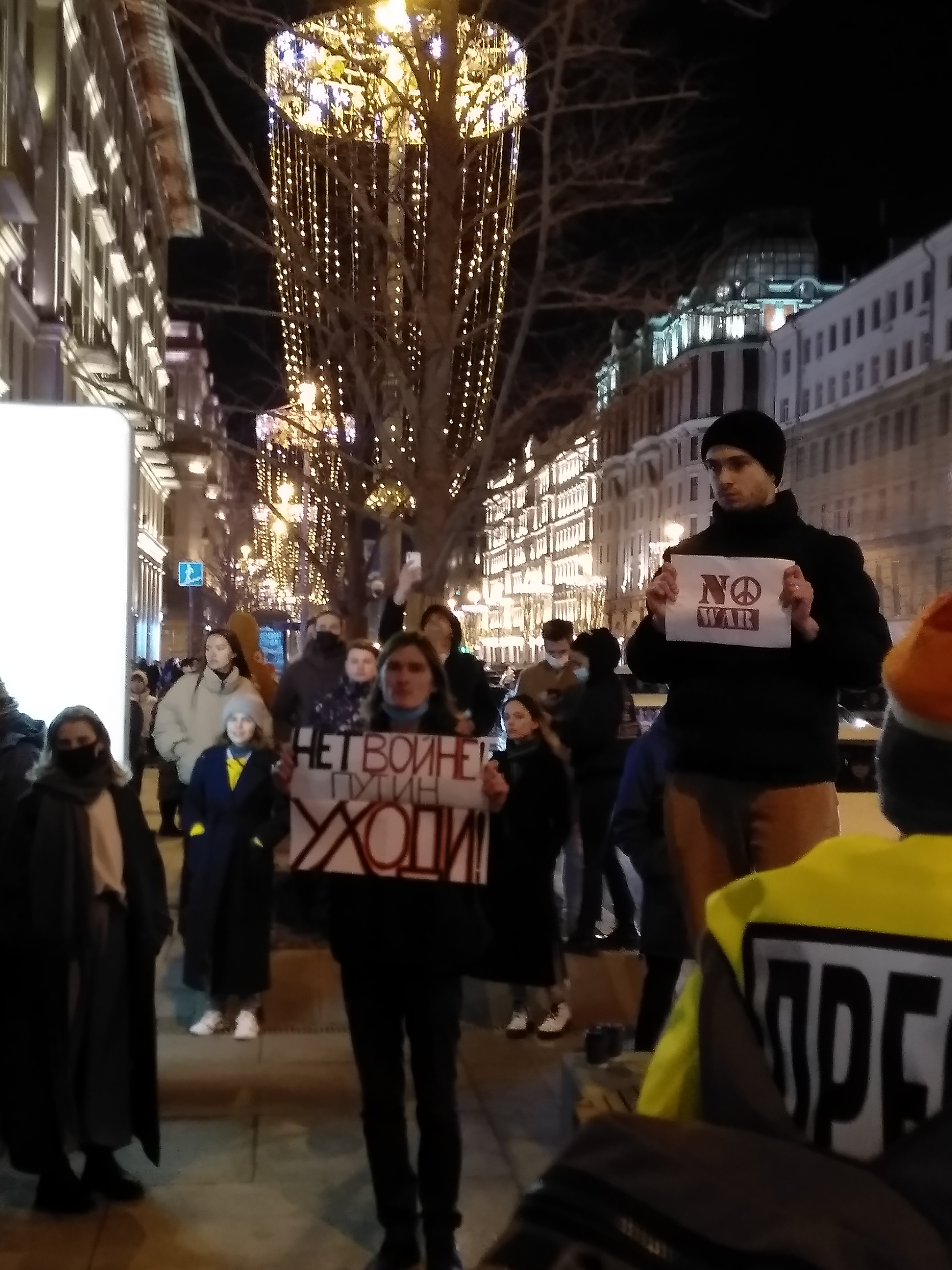
Вечер 24 февраля 2022 года, Тверская улица, Москва

С критикой военных действий выступили несколько депутатов Государственной думы, более 100 муниципальных депутатов, ряд журналистов, учёных, священнослужителей. В первые дни после начала вторжения
открытые письма против войны подписали более 8,5 тысяч учёных, 6,2 тысяч медиков, 20 тысяч IT-специалистов,  6,7 тысяч артистов и деятелей культуры, а также представители многих других профессий.  
По данным организации «ОВД-Инфо», за 2 года войны против антивоенных диссидентов было открыто 892 криминальных дела, задержаниям на акциях протеста подверглись 19 855 человек. Из 3626 человек в России, которые поддались политически мотивацированным преследованиям в период с 2012 года, более трети (1305), подверглись им за 2 года войны (728 в 2022 году, 521 в 2023 году и 56 в 2024 году).
27 февраля 2022 года группа российских политиков и общественных деятелей создала Антивоенный комитет России. Отмечаются многочисленные случаи отказов от участия в боевых действиях со стороны военнослужащих РФ.

## Эмиграция
Согласно данным Русской службы Би-би-си, с начала боевых действий из России выехало значительное количество граждан. Наиболее массово шёл выезд в Грузию. Прочие направления выезда: Латвия, Финляндия, Турция, Сербия, страны Закавказья и Средней Азии, безвизовые страны Центральной и Южной Америки. По оценке экономиста Константина Сонина, за пару недель с начала боевых действий из России выехало более 200 тысяч человек. По оценке «Атлантического совета» за 2022 год из России выехало 10 % рабочей силы в сфере IT. За две недели после объявления мобилизации из России выехало ещё около 370 тысяч граждан.

## Диверсионная деятельность
По состоянию на 5 июля 2022 года было зафиксировано не менее 23 атак на военкоматы, 20 из них были поджогами. Поджоги не были единой скоординированной кампанией, за ними стояли самые разные люди: от левых анархистов до ультраправых групп. Иногда это были одиночки, не ассоциирующие себя ни с какими движениями. Поджогам также подвергались машины с буквой Z и другие здания. Кроме того, сформировались движения, такие как «Боевая организация анархо-коммунистов» и «Останови вагоны», которые ведут диверсионную деятельность на железнодорожной инфраструктуре. По данным The Insider, с марта по июнь 2022 года в России сошли с рельсов 63 товарных поезда, что почти в полтора раза больше, чем за тот же период прошлого года. Кроме того, увеличилось число подобных случаев на западе страны вблизи воинских частей.